# Бриков, Алексей Викторович
Алексей Викторович Бриков (13 июня 1978) — российский футболист, полузащитник.

## Карьера
Воспитанник ДЮСШ ФК «КАМАЗ». Попал в основную команду Набережных Челнов в 1996 году. В том сезоне сыграл свой единственный матч в российской высшей лиге. Несколько сезонов выступал за дублирующую команду «КАМАЗа». В 1999 году покинул Набережные Челны.
В первенстве КФК выходил на поле в составе «Ковровца» и «Агрокомплекта». В 2000 году провел 29 игр за клуб Второго дивизиона «Спартак» (Рязань). В 2001—2002 годах выступал в шуйском «Спартаке-Телекоме», однако за все время нахождения в команде в первенстве принял участие только в трёх матчах. 1 июля 2002 года был отзаявлен из состава. Вторую половину 2002 года отыграл в кинешемском «Автоагрегате».